# Nugegoda
Nugegoda est une ville du Sri Lanka située dans la banlieue au sud-est de Colombo. Elle a connu un développement considérable depuis le début des années 1990.